# Moresby Camp
Moresby Camp est une communauté située sur l'Île Moresby, dans la province de la Colombie-Britannique, dans le centre-ouest.